# Manila Esposito
Manila Esposito (Boscotrecase, 2 novembre 2006) è una ginnasta italiana, vice-campionessa olimpica nella finale a squadre e bronzo olimpico alla trave a Parigi 2024.
Detiene il record per essere l'unica ginnasta dall'introduzione del nuovo Codice dei Punteggi ad aver vinto tre ori individuali in un unico campionato europeo, nel 2024. Manila Esposito è inoltre la prima ginnasta italiana nella storia a vincere per due volte la medaglia d’oro nel concorso individuale all-around ai Campionati Europei, un traguardo che, prima di lei, era stato raggiunto soltanto da leggendarie campionesse della ginnastica come le sovietiche Larisa Latynina (1957-1961), Ludmilla Tourischeva (1971-1973) e Svetlana Boginskaya (1989-1990), la cecoslovacca Vera Caslavska (1965-1967), la rumena Nadia Comaneci e la russa Svetlana Khorkina.

## Carriera junior
Manila Esposito inizia la sua carriera da ginnasta agonista nella società di ginnastica Civitavecchia, seguita dai tecnici Camilla Ugolini e Marco Massara.

### 2020
Individualmente, ha vinto la medaglia d'argento al volteggio ai Campionati assoluti di Napoli 2020 ed ha concluso al nono posto la finale all around.

### 2021
A giugno partecipa alla FIT Challenge nelle Fiandre, dove vince quattro ori (squadra, individuale, volteggio e corpo libero) e un argento alle parallele.
Il 10 luglio partecipa ai Campionati italiani assoluti a Napoli ottenendo il sesto posto nell'all around. Il giorno seguente vince due argenti nelle finali di specialità (volteggio e trave).

## Carriera senior

### 2022
A ottobre partecipa al Memorial Blume, dove con 53.300 punti conquista l'oro All-Around; nello stesso mese, ai Campionati Italiani Assoluti di Napoli ottiene la terza posizione sul concorso generale, mentre nella giornata delle finali di specialità conquista l'oro al volteggio, l'argento alla trave e il bronzo alle parallele. Nel giugno 2022, decide di trasferirsi all’Accademia Internazionale di Brescia, sotto la supervisione del direttore tecnico Enrico Casella, ma rimanendo comunque tesserata nella sua società di origine, Civitavecchia.
Viene convocata per i Mondiali di Liverpool. Durante la giornata di qualificazioni sale su tutti gli attrezzi e contribuisce a qualificare l'Italia per la finale a squadre con il quarto miglior punteggio. Durante la finale a squadre gareggia a volteggio, trave e corpo libero ma cade durante l'ultima diagonale e, a causa di questo e altri errori commessi dalle italiane, la squadra non va oltre il quinto posto.

### 2023: argento europeo alla trave
L'11 febbraio partecipa alla prima tappa di Serie A, contribuendo al secondo posto della Ginnastica Civitavecchia. Tra il 23 e il 26 febbraio partecipa alla sua prima Coppa del Mondo, a Cottbus, durante la quale ottiene due finali su due, al volteggio e al corpo libero. Nelle giornate finali, ottiene il primo posto al volteggio e la medaglia d'argento al corpo libero. A marzo partecipa alla seconda tappa di serie A, dove Civitavecchia vince nuovamente la medaglia d'argento. Il 1º aprile partecipa al Trofeo Città di Jesolo, gareggiando su tutti gli attrezzi. Contribuisce alla vittoria della squadra italiana e vince la medaglia d'oro nell'All-Around. Si qualifica inoltre per la finale al volteggio, dove vince il bronzo, e al corpo libero, alla quale però non partecipa in via preventiva a causa di un dolore al ginocchio.
Viene scelta per far parte della squadra italiana agli Europei di Antalya. Nella giornata di qualificazioni, conquista la medaglia d'argento insieme alla squadra e conquista la finale all-around e quella alla trave. Durante quest'ultima vince la medaglia d'argento: è la prima medaglia per l'Italia su questo attrezzo a un campionato europeo dopo l'argento di Carlotta Ferlito nel 2011.
A settembre, ai Campionati Assoluti svoltisi a Padova, conquista l'argento nell'all-around e si laurea campionessa d'Italia alla trave, con il punteggio di 14.450.
Nel mese di ottobre, viene convocata insieme ad Angela Andreoli, Arianna Belardelli, Alice D'Amato, Elisa Iorio e Veronica Mandriota ai Mondiali di Anversa, dove aiuta la squadra a qualificarsi per le Olimpiadi di Parigi 2024 e si qualifica per la finale all-around.  Durante la finale a squadre contribuisce al quinto posto della squadra italiana, mentre nella finale all-around termina in nona posizione.

### 2024: Europei e Olimpiadi
Il 7 febbraio torna in gara durante la prima tappa di serie A. Il 23 febbraio prende parte alla seconda tappa.
Ad aprile 2024 Manila Esposito entra a far parte del Gruppo Sportivo delle “Fiamme Oro” della Polizia di Stato e il 20 e 21 dello stesso mese prende parte al Trofeo Città di Jesolo, durante il quale vince l'oro con la squadra italiana e il bronzo al corpo libero. Fra il 2 e il 5 maggio prende parte ai Campionati Europei di Rimini, insieme a Alice D'Amato, Elisa Iorio, Angela Andreoli e Asia D'Amato. Nella giornata di qualificazioni, valida anche come finale all-around, vince la gara, diventando la terza ginnasta italiana, dopo Vanessa Ferrari nel 2007 e Asia D'Amato nel 2022 a conquistare un titolo europeo nel concorso individuale. Contribuisce inoltre alla qualificazione dell'Italia per la finale a squadre e accede alle finali a trave e corpo libero. Il 4 maggio vince l'oro in entrambe le finali ad attrezzo, mentre il 5 corona la competizione vincendo la finale a squadre con le compagne. 
Esposito diventa così una delle 21 ginnaste nella storia ad aver vinto tre ori individuali nello stesso Campionato europeo, e l'unica ad esserci riuscita dall'introduzione del nuovo Codice dei Punteggi, nel 2006.
Il 25 e 26 maggio prende parte alla Final Six, ultima tappa di serie A, con la sua società, Ginnastica Civitavecchia. In questa occasione la società diventa campionessa d'Italia interrompendo il dominio della Brixia Brescia, che durava da dieci anni.
Il 5 e 7 luglio si svolgono i Campionati italiani assoluti, che oltre a decretare le migliori ginnaste italiane sono anche un banco di prova per le Olimpiadi, che si sarebbero svolte tre settimane dopo. Esposito vince l'argento nell'all-around e al corpo libero, oltre al bronzo alla trave. Il 7 luglio viene inclusa nella squadra olimpica di ginnastica artistica femminile.
A 17 anni è la più giovane ginnasta della delegazione azzurra ai Giochi Olimpici di Parigi.
Il 28 luglio prende parte alle qualificazioni dove insieme alle compagne si qualifica per la finale a squadre con il secondo miglior punteggio, ma si guadagna anche la finale a corpo libero con il punteggio di 13.600, la finale a trave con il punteggio di 13.933 e la finale all-around con il sesto miglior punteggio. Il 30 luglio 2024 disputa la finale a squadre femminile insieme alle compagne Alice D'Amato, Elisa Iorio, Angela Andreoli e Giorgia Villa e contribuisce su 3 dei 4 attrezzi: volteggio, trave e corpo libero. Nell'occasione, l'Italia vince la sua prima medaglia di squadra dal 1928. Il 1º agosto disputa la finale nel concorso individuale (all-around) insieme alla connazionale Alice D'Amato. La campionessa europea in carica si presenta con il 6° miglior punteggio, ma a causa di due cadute conclude al 14º posto con il punteggio di 53.599. Il 5 agosto disputa la finale a trave, dove ottiene un punteggio di 14.000 e conquista così la medaglia di bronzo alle spalle della sua connazionale Alice D'Amato (14.366) e della cinese Zhou Yaqin (14.100). Grazie alle due azzurre l'Italia per la prima volta nella storia conquista una medaglia olimpica in questa specialità.

## Premi e riconoscimenti
Il 28 febbraio 2025, a Francoforte, la Commissione Olimpica Europea ha conferito a Manila Esposito il Premio Piotr Nurowski, riconoscendola come la seconda migliore atleta europea nella fascia d’età tra i 14 e i 18 anni, dietro alla taekwondoka ungherese Viviana Márton.